# Stigmaphyllon bannisterioides
Stigmaphyllon bannisterioides là một loài thực vật có hoa trong họ Malpighiaceae. Loài này được (L.) C.E.Anderson miêu tả khoa học đầu tiên năm 1992.